# گریگور مارزوانتسی
گریگور مارزوانتسی (ارمنی: Գրիգոր Մարզվանեցի؛ انگلیسی: Grigor Marzuantsi زاده ۱۶۶۲ – درگذشته ۱۷۳۰) یک چاپگر کتاب و حکاک اهل ارمنستان بود که در بین سال‌های ۱۷۰۵ تا ۱۷۳۰ فعال بود. کمک به تأسیس صنعت چاپ ارمنستان به او نسبت داده می شود.